# Gerard Gumbau
Gerard Gumbau (Campllong, 1994. december 18. –) spanyol labdarúgó, az Elche középpályása.

## Pályafutása
Gumbau a spanyolországi Campllong községben született. Az ifjúsági pályafutását a Cassà csapatában kezdte, majd a Girona akadémiájánál folytatta.
2013-ban mutatkozott be a Girona tartalékkeretében. 2014-ben a Barcelona B, majd 2017-ben az első osztályban szereplő Leganés szerződtette. 2019-ben a Gironához igazolt. 2021. augusztus 31-én kétéves szerződést kötött az Elche együttesével. Először a 2021. szeptember 13-ai, Getafe ellen 1–0-ra megnyert mérkőzés 73. percében, Omar Mascarell cseréjeként lépett pályára. Első gólját 2023. április 29-én, a Rayo Vallecano ellen hazai pályán 4–0-ás győzelemmel zárult találkozón szerezte meg.

## Statisztikák
2023. május 2. szerint
| Klub      | Szezon   | Osztály          | Bajnokság | Bajnokság | Kupa és Ligakupa | Kupa és Ligakupa | Nemzetközi | Nemzetközi | Összesen | Összesen |
| Klub      | Szezon   | Osztály          | Meccs     | Gól       | Meccs            | Gól              | Meccs      | Gól        | Meccs    | Gól      |
| --------- | -------- | ---------------- | --------- | --------- | ---------------- | ---------------- | ---------- | ---------- | -------- | -------- |
| Girona    | 2013–14  | Segunda División | 3         | 0         | 0                | 0                | —          | —          | 3        | 0        |
| Barcelona | 2014–15  | La Liga          | 0         | 0         | 1                | 0                | —          | —          | 0        | 0        |
| Barcelona | 2015–16  | La Liga          | 3         | 0         | 2                | 0                | 3          | 0          | 8        | 0        |
| Barcelona | Összesen | Összesen         | 3         | 0         | 3                | 0                | 3          | 0          | 9        | 0        |
| Leganés   | 2017–18  | La Liga          | 24        | 1         | 6                | 0                | —          | —          | 30       | 1        |
| Leganés   | 2018–19  | La Liga          | 16        | 1         | 4                | 0                | —          | —          | 20       | 1        |
| Leganés   | Összesen | Összesen         | 40        | 2         | 10               | 0                | 0          | 0          | 50       | 2        |
| Girona    | 2019–20  | Segunda División | 41        | 1         | 3                | 0                | —          | —          | 44       | 1        |
| Girona    | 2020–21  | Segunda División | 42        | 1         | 1                | 0                | —          | —          | 43       | 1        |
| Girona    | 2021–22  | Segunda División | 2         | 0         | 0                | 0                | —          | —          | 2        | 0        |
| Girona    | Összesen | Összesen         | 85        | 2         | 4                | 0                | 0          | 0          | 89       | 2        |
| Elche     | 2021–22  | La Liga          | 31        | 0         | 4                | 0                | —          | —          | 35       | 0        |
| Elche     | 2022–23  | La Liga          | 30        | 1         | 3                | 0                | —          | —          | 33       | 1        |
| Elche     | Összesen | Összesen         | 61        | 1         | 7                | 0                | 0          | 0          | 68       | 1        |
| Összesen  | Összesen | Összesen         | 192       | 5         | 24               | 0                | 3          | 0          | 219      | 5        |

## Sikerei, díjai
Barcelona
- La Liga
  - Bajnok (2): 2014–15, 2015–16

- Copa del Rey
  - Győztes (2): 2014–15, 2015–16

- Spanyol Szuperkupa
  - Döntős (1): 2015

- UEFA-bajnokok ligája
  - Győztes (1): 2014–15

- UEFA-szuperkupa
  - Győztes (1): 2015

- FIFA-klubvilágbajnokság
  - Győztes (1): 2015